# Barry (Tsjechoslowakije)
Barry is een Tsjecho-Slowaaks historisch merk van motorfietsen.
De bedrijfsnaam was: Brüder Bardas Machinenfabrik, Müglitz in Mähren.
Tsjechische fabriek die vanaf 1932 247cc-racemotorfietsen met kopklepmotor bouwde, die waren ontwikkeld door de vroegere coureur Diplom-Ingenieur Friedrich Drkosch. Daarnaast ontwikkelde men nog een 98-“Volksmotorrad”, dat echter door het uitbreken van de Tweede Wereldoorlog nooit in productie kwam.